# Molophilus campbellianus
Molophilus campbellianus är en tvåvingeart som beskrevs av Alexander 1924. Molophilus campbellianus ingår i släktet Molophilus och familjen småharkrankar. Inga underarter finns listade i Catalogue of Life.